# Monaco ai XVI Giochi olimpici invernali
Monaco partecipò ai XVI Giochi olimpici invernali, svoltisi ad Albertville, Francia, dall'8 al 23 febbraio 1992, con una delegazione di 5 atleti impegnati in una disciplina.